# آنیتا استنبرگ
آنیتا استنبرگ (انگلیسی: Anita Stenberg؛ زادهٔ ۲۸ اوت ۱۹۹۲) دوچرخه‌سوار اهل نروژ است.
وی در مسابقات کشوری و بین‌المللی در مجموع برندهٔ ۱ مدال برنز شده‌است.